# The Frogs
The Frogs var ett amerikanskt lo-fi/glamrockband bildat 1980 i Milwaukee, Wisconsin av bröderna Dennis och Jimmy Flemion.
De är kända för att skriva korta effektiva lågbudget-poplåtar samt sina improviserade hemmainspelningar som ofta på ett sarkastiskt plan med glimten i ögat kretsar kring allt ifrån homosexualitet, pedofili, rasism och religion. Deras kännetecken live bestod av ett par stora fladdermusvingar, peruker, blöja och en massa pyroteknik.
Bandet har haft en del kommersiella motgångar i karriären och aldrig lyckats slå ordentligt trots att de genom åren utvecklat en mycket lojal fan-skara bestående av bland andra Billy Corgan från The Smashing Pumpkins, Kurt Cobain från Nirvana samt Eddie Vedder från Pearl Jam.
1994 stödde Corgan gruppen genom att ha kortfilmen "Meet The Frogs" på The Smashing Pumpkins video Vieuphoria. Efter att ha mött Kurt Cobain 1993 skrev bandet två låtar om honom som senare kom att hamna på deras Starjob EP producerad av Billy Corgan (som Johnny Goat). 1995 gjorde bandet en cover på Pearl Jams låt "Rearviewmirror" som hamnade som en b-sida på Pearl Jams singel "Immortality" samma år.

## Medlemmar
- Jimmy Flemion – gitarr, keyboard, sång (1980–2012)
- Dennis Flemion – trummor, slagverk, keyboard, sång (1980–2012; död 2012)
- Jay Tiller – basgitarr (1983–1986, 1989–1992)
- Brian "Beezer" Hill – basgitarr (1988–1989)
- Damien Stringens – basgitarr (1992–1998)
- Josh Silverman – basgitarr (1998–?; död 2011)
- David Geschke – basgitarr (1998–?)
- John W. Busher – basgitarr (1998–?)

## Diskografi
Studioalbum
- The Frogs (1988)
- It's Only Right and Natural (1989)
- My Daughter the Broad (1996)
- Bananimals (1999)
- Racially Yours (2000)
- Hopscotch Lollipop Sunday Surprise (2001)
- Squirrel Bunny Jupiter Deluxe (2012)
- Count Yer Blessingsz (2012)

Singlar/EP
- "Now You Know You're Black" (1994)
- "Here Comes Santa's Pussy" (1995)
- Starjob (EP) (1997)